# 사채소년
사채소년은 한국에서 제작된 황동석 감독의 2023년 액션 영화이다. 유선호 등이 출연하였다.

## 출연
- 유선호 - 이강진 역
- 강미나 - 신다영 역
- 유인수 - 오남영 역
- 이일준 - 지만수 역
- 신수현 - 신지 역
- 이찬형 - 기영 역
- 서혜원 - 희원 역
- 윤병희 - 랑 역